# Эппингер, Фёдор Иванович
Фёдор Ива́нович Эппингер (1816—1873) — русский архитектор, академик и профессор Императорской Академии художеств, известен проектом реставрации Латеранского дворца, за создание которого был удостоен бриллиантового перстня Николая I.

## Биография
Родился в семье инструментального мастера в Петербурге. Брат архитектора М. И. Эппингера. Поступил в Главное немецкое училище в 1826 году. В ноябре 1833 года выдержал конкурс в казённокоштные воспитанники Императорской Академии Художеств по архитектуре. Был учеником профессора А. Тона. Получил награды Академии художеств: малая серебряная медаль (1837), большая серебряная (1838), большая серебряная (1838) за «написание перспективных видов» и большая золотая медаль (1839) за программу «Проект театрального училища». Окончил Академию художеств (1839) со званием художника XIV класса и был награждён шпагой.
Будучи младшим помощником архитектора при постройке Введенской церкви л.-гв. Семеновского полка, Федор Иванович был отправлен в 1841 году Академией на казённый счёт за границу для усовершенствования, на что ему давала право золотая медаль. Прибыв в Рим 11 августа 1841 года, он занялся изучением местных памятников зодчества, делая чертежи и акварельные рисунки церквей, дворцов, надгробных памятников, фонтанов и проч. не только Рима, но и других городов Италии. Вместе с другими пенсионерами Академии — Н. Л. Бенуа, А. И. Кракау, А. И. Резановым и А. К. Росси — выполнял обмерные чертежи и рисунки деталей собора в Орвието, за что были награждён золотыми и бронзовыми медалями. Но самой главной работой Эппингера в это время был проект реставрации Латеранского дворца в Риме. Впоследствии был награждён бриллиантовым перстнем Николая I за сделанные эскизы. Пробыв за границей дольше положенного на командировку шестилетнего срока в Россию архитектор вернулся только осенью 1849 года.
По возвращении получил звание академика архитектуры (1849). В 1850 году занял место архитектора в чертежной 1-го округа путей сообщения. В следующем году вынужден был оставить эту должность ради проекта Императорского загородного дворца на звание профессора. Впрочем, вскоре он опять поступил на службу, взяв на себя в 1853 году должность старшего архитектора Попечительного совета заведений общественного призрения и в 1857 году — архитектора при департаменте внешней торговли. Созданные в ходе занятости Эппингером работы свидетельствовали о высоком уровне архитектора, поэтому Академия, «во внимание к особенному искусству и отличным познаниям по части художеств, доказанным трудами, заслужившими известность», признала его в 1858 году профессором архитектуры, а затем и штатным профессором Академии по архитектуре вместо умершего К. Бейне. Сделавшись таким образом членом Совета Академии и преподавателем в ней архитектуры, Федор Иванович стал полезным руководителем для молодых художников. Занимаясь в Академии, он не бросал, однако, и своих прежних должностей. Получив в 1860 году новое назначение главного архитектора учреждений императрицы Марии, Эппингер построил в Петербурге здание богадельни для престарелых и одержимых неизлечимыми болезнями, основанной в память совершеннолетия цесаревича Николая Александровича.
Ещё будучи в Риме, Федор Иванович чувствовал себя нездоровым, почему и было предложено ему избрать для местопребывания другой город, с более здоровым климатом. По возвращении на родину он не поправил своего здоровья, и болезнь его все развивалась, так что в 1867 году он вынужден был вновь поехать за границу для лечения.
Возвратившись из своего девятимесячного отпуска, он чувствовал себя ещё настолько плохо, что не мог продолжать свои занятия в Академии, вышел в отставку в 1868 году и вновь поехал за границу. Но и это вторичное путешествие не помогло ему. Через некоторое время по возвращении в Петербург он умер 11 августа 1873 года.
Его младший брат Мартин (род. 1822), который также стал архитектором, умер годом ранее.

## Проекты и постройки

### Санкт-Петербург
- Флигель Градских богаделен. Смольного ул., 4 (1855)
- Дом Лобановых-Ростовских — левая часть (расширение). Большая Морская ул., 31 (1858) [5]
- Особняк С. С. Гагарина (перестройка). Большая Морская ул., 52 — Мойки наб., 97 (1858) [6][7]
- Здание богадельни цесаревича Николая Александровича. Смольного ул., 2 (1860—1862) [8]
- Здание Мозаичного отделения Академии художеств. 3-я линия ВО, 2А (1862—1864) [9]
- Отделка угловых залов Академии художеств. Университетская наб., 17 (1860-е)